# العلاقات النيجرية الكندية
العلاقات النيجرية الكندية هي العلاقات الثنائية التي تجمع بين النيجر وكندا.

## مقارنة بين البلدين
هذه مقارنة عامة ومرجعية للدولتين:
| وجه المقارنة                                              | النيجر          | كندا                     |
| --------------------------------------------------------- | --------------- | ------------------------ |
| المساحة (كم2)                                             | 1.27 مليون      | 9.98 مليون               |
| عدد السكان (نسمة)                                         | 21.48 مليون     | 35.70 مليون              |
| الكثافة السكانية (ن./كم²)                                 | 16.91           | 3.58                     |
| العاصمة                                                   | نيامي           | أوتاوا                   |
| اللغة الرسمية                                             | لغة فرنسية      | لغة إنجليزية، لغة فرنسية |
| العملة                                                    | فرنك غرب أفريقي | دولار كندي               |
| الناتج المحلي الإجمالي (بليون دولار)                      | 8.12 مليار      | 1.65 تريليون             |
| الناتج المحلي الإجمالي (تعادل القوة الشرائية) بليون دولار | 19.01 مليار     | 1.59 تريليون             |
| الناتج المحلي الإجمالي الاسمي للفرد دولار أمريكي          | 358             | 43.25 ألف                |
| الناتج المحلي الإجمالي للفرد دولار أمريكي                 | 938             | 45.07 ألف                |
| مؤشر التنمية البشرية                                      | 0.348           | 0.913                    |
| رمز المكالمات الدولي                                      | +227            | +1                       |
| رمز الإنترنت                                              | .ne             | .ca                      |
| المنطقة الزمنية                                           | ت ع م+01:00     |                          |

## منظمات دولية مشتركة
يشترك البلدان في عضوية مجموعة من المنظمات الدولية، منها:
| علم المنظمة | اسم المنظمة                               | تاريخ انضمام النيجر | تاريخ انضمام كندا |
| ----------- | ----------------------------------------- | ------------------- | ----------------- |
|             | مؤسسة التنمية الدولية                     | 24 أبريل 1963       | 24 سبتمبر 1960    |
|             | الأمم المتحدة                             | 20 سبتمبر 1960      | 9 نوفمبر 1945     |
|             | منظمة التجارة العالمية                    | ?                   | ?                 |
|             | منظمة الشرطة الجنائية الدولية             | ?                   | ?                 |
|             | المركز الدولي لتسوية المنازعات الاستشارية | 14 ديسمبر 1966      | 1 ديسمبر 2013     |
|             | الاتحاد الدولي للاتصالات                  | 14 نوفمبر 1960      | 1 يوليو 1908      |
|             | الفريق المعني برصد الأرض                  | ?                   | ?                 |
|             | البنك الدولي للإنشاء والتعمير             | 24 أبريل 1963       | 27 ديسمبر 1945    |
|             | الاتحاد البريدي العالمي                   | ?                   | ?                 |
|             | منظمة حظر الأسلحة الكيميائية              | ?                   | ?                 |
|             | مؤسسة التمويل الدولية                     | 7 يناير 1980        | 20 يوليو 1956     |
|             | البنك الإفريقي للتنمية                    | ?                   | ?                 |
|             | وكالة ضمان الاستثمار متعدد الأطراف        | 10 مايو 2012        | 12 أبريل 1988     |
|             | يونسكو                                    | 10 نوفمبر 1960      | 4 نوفمبر 1946     |

## وصلات خارجية
- موقع وزارة الخارجية الكندية